# Zona Uhod
Uhod este una dintre zonele Greater Amman Municipality, Iordania.